# 聖米耶勒戰役
聖米耶勒戰役（英語：Battle of Saint-Mihiel）是第一次世界大戰期間在法國默茲省聖米耶勒的一場戰役，這是第一次以美國遠征軍為主發動大規模進攻，由約翰·潘興領。這場戰役對現代美軍有著重要意義。
美軍也在這場戰役首次使用D-Day和H-Hour這兩個術語。